# Jesper Monrad
Jesper Monrad (født 18. oktober 1976) er en dansk tidligere håndboldspiller og træner. I Håndboldligaen spillede han for FIF, FCK Håndbold og TMS Ringsted.
I 2011 var han træner for Holte IF i 1. division. Han rykkede ned, men modtog stadig roser for indsatsen. Det fik hans tidligere klub FIF til at ansætte ham fra 2011-sæsonen. Senere blev han sportslig direktør i klubben.

## Eksterne links
- Spillerinfo